# 西园大厦
西园大厦，又名西园公寓（英語：West Park Mansions），是位于上海市长宁区愚园路1396号的一幢高层公寓住宅。在二十世纪七十年代以前，它是沪西地区最高的公寓住宅，也是长宁区范围内仅有的四幢高层公寓住宅之一（另三幢为久安公寓、江宁公寓和达华公寓），因其高九层而俗称九层楼。公寓处于长宁路南侧，愚园路以北，邻近中山公园南门，与兆丰别墅隔长宁路相望。

## 历史
公寓于1904年动工，1912年竣工，其设计者为俄商协隆洋行。公寓被命名为西园公寓，可能是因为其毗邻上海西区私人花园——兆丰花园（上海中山公园的前身）。建成后公寓分套出租给外侨和富商。在第二次国共内战上海被攻占初期，该公寓作为沪西防空的至高点，顶层安装有警报器和高射机关炮。现时该公寓仍为民居，底层沿长宁路开设商店。1994年，公寓被列为第二批上海市优秀历史建筑。
作为一幢高档公寓，西园公寓中曾居住过众多知名人士，包括：
- 民国四公子之一卢小嘉，曾居住于西园公寓4楼8室
- 著名工商业者、企业家邓仲和，文革期间对邓仲和抄家时摆满大八仙桌的金银财宝在1972年由儿子告状到联合国后归还。
- 京剧演员童芷苓、童祥苓

## 建筑特色
公寓占地面积3000平方米，建筑面积4835平方米，高九层（42米），是一幢钢筋混凝土结构的建筑，建筑样式为现代式。其建筑平面呈蝶形，北立面中部向内凹进形成敞开式天井。建筑南、北立面结构对称；底层及转角处铺设红砖作为装饰。其南侧入口处设有拱券门廊，六层为弧形券口。除此之外该建筑并无过多装饰。
公寓室内地坪高出外地面1米多，楼内设有回旋式楼梯和在当时可算唯一的升降电梯。公寓底层设有储藏室、佣人房和16间汽车间。其上每层各有两套独立式大型住房,共16套。每套有客厅、起居室及寝室两间。室内铺设柳安地板，壁炉、水汀、煤卫齐全，建筑面积118平方米。
公寓临长宁路而建，其南侧（愚园路北侧）辟有近1000平方米的花园，花园两侧设有柏油路面回车道。